# Gemeentelijke herindelingsverkiezingen in Nederland 1960
Gemeentelijke herindelingsverkiezingen in Nederland 1960 geeft informatie over tussentijdse verkiezingen voor een gemeenteraad in Nederland die gehouden werden in 1960.
De verkiezingen werden gehouden in zestien gemeenten die betrokken waren bij een herindelingsoperatie die op 1 januari 1961 is doorgevoerd.

## Verkiezingen op 17 november 1960
- de gemeenten Brouwershaven, Dreischor, Noordgouwe en Zonnemaire: samenvoeging tot een nieuwe gemeente Brouwershaven;[1]
- de gemeenten Nieuwerkerk, Oosterland en Ouwerkerk: samenvoeging tot een nieuwe gemeente Duiveland;[1]
- de gemeenten Duivendijke, Elkerzee, Ellemeet en Kerkwerve: samenvoeging tot een nieuwe gemeente Middenschouwen;[1]
- de gemeenten Burgh, Haamstede, Noordwelle, Renesse en Serooskerke: samenvoeging tot een nieuwe gemeente Westerschouwen.[1]

Door deze herindelingen daalde het aantal gemeenten in Nederland per 1 januari 1961 van 992 naar 980.